# VM i ishockey 1986
Verdensmesterskabet i ishockey 1986 var det 51. VM i ishockey, arrangeret af IIHF. For de europæiske hold gjaldt det samtidig som det 62. europamesterskab. Mesterskabet blev afviklet i tre niveauer som A-, B- og C-VM:
A-VM i Moskva, Sovjetunionen i perioden 12. – 28. april 1986.
B-VM i Eindhoven, Holland i perioden 20. – 29. marts 1986.
C-VM i Puigcerda, Spanien i perioden 23. marts – 1. april 1986.
Der var tilmeldt 26 hold til mesterskabet – det højeste antal indtil da og to hold mere end ved VM året før. De otte bedste hold spillede om A-VM, de otte næstbedste hold spillede om B-VM, mens de sidste ti hold spillede C-VM. Det høje deltagerantal fik IIHF til at indføre D-VM året efter, så C-gruppen igen kunne komme til at bestå af otte hold.
Sovjetunionen blev suverænt verdensmester for 20. gang og gik ubesejret gennem turneringen (10 sejre i 10 kampe). Dermed overtog holdet Canadas rekord for flest VM-titler. Sølvmedaljerne gik til Sverige, mens Canada måtte nøjes med bronze. De forsvarende verdensmestre fra Tjekkoslovakiet endte skuffende på femtepladsen, hvilket var holdets dårligste resultat siden OL 1956.
| A-VM 1986 | A-VM 1986       |
| --------- | --------------- |
| Guld      | Sovjetunionen   |
| Sølv      | Sverige         |
| Bronze    | Canada          |
| 4.        | Finland         |
| 5.        | Tjekkoslovakiet |
| 6.        | USA             |
| 7.        | Vesttyskland    |
| 8.        | Polen           |

| B-VM 1986 | B-VM 1986   |
| --------- | ----------- |
| 9.        | Schweiz     |
| 10.       | Italien     |
| 11.       | DDR         |
| 12.       | Frankrig    |
| 13.       | Holland     |
| 14.       | Østrig      |
| 15.       | Jugoslavien |
| 16.       | Japan       |

| C-VM 1986 | C-VM 1986  |
| --------- | ---------- |
| 17.       | Norge      |
| 18.       | Kina       |
| 19.       | Bulgarien  |
| 20.       | Rumænien   |
| 21.       | Danmark    |
| 22.       | Ungarn     |
| 23.       | Nordkorea  |
| 24.       | Spanien    |
| 25.       | Sydkorea   |
| 26.       | Australien |

Kampene mellem de europæiske hold i den indledende runde gjaldt som europamesterskab, og her sejrede Sovjetunionen foran Sverige og Finland. Det var Sovjetunionens 24. EM-titel og den syvende i træk siden 1978.
| Sport | Spire Denne artikel om sport er en spire som bør udbygges. Du er velkommen til at hjælpe Wikipedia ved at udvide den. |